# Kinberly Guzmán
Kinberly Paloma Guzmán Prado (* 19. September 2002 in Villa Corona, Jalisco), in der Regel als Kinberly Guzmán bezeichnet und auch unter ihrem Kosenamen Kin bzw. ihrem Spitznamen Bebota bekannt, ist eine mexikanische Fußballspielerin auf der Position einer Innenverteidigerin.

## Leben
Kin Guzmán erlernte das Fußballspiel zunächst bei einem in ihrer Heimatstadt Acatlán de Juárez ansässigen Verein.
Ihr Debüt in der Liga MX Femenil gab Kin Guzmán am 16. April 2019 im Alter von 16 Jahren in einem Heimspiel von Chivas Femenil gegen Tigres Femenil, das sie über die volle Distanz bestritt.
In der Saison 2021/22 gewann Kinberly Guzmán mit ihrem Verein sowohl die mexikanische Frauenfußballmeisterschaft der Clausura 2022 als auch den Campeón de Campeones.

## Erfolge
- Mexikanischer Meister: Clausura 2022
- Mexikanischer Supercup: 2021/22